# Memo Rojas
Guillermo "Memo" Rojas jr. (Mexico-Stad, 18 augustus 1981) is een Mexicaans autocoureur. Hij is viervoudig kampioen in de Rolex Sports Car Series en tweevoudig kampioen in de European Le Mans Series. Daarnaast won hij ook de 24 uur van Daytona in 2008, 2011 en 2013, en de 12 uur van Sebring in 2014.

## Carrière
Rojas begon zijn autosportcarrière in 1993 in het karting. In 1996 stapte hij over naar het formuleracing en nam hij deel aan de Mexicaanse Formule 2. In 1997 verhuisde hij naar de Verenigde Staten om deel te nemen in de Barber Dodge Pro Series, voordat hij later dat jaar terugkeerde naar Mexico, waar hij twee jaar in het nationale Formule 3-kampioenschap reed. In 1999 keerde hij terug naar de Verenigde Staten en reed hij in de eerste helft van het seizoen van de Barber Dodge Pro Series, waarin hij op Lime Rock Park een podiumplaats behaalde.
In 2000 en 2001 reed Rojas in de U.S. F2000 en werd hierin in beide seizoenen zesde. In 2002 en 2003 reed hij opnieuw in de Barber Dodge Pro Series. In het eerste jaar stond hij op Laguna Seca, het Stratencircuit Toronto en het Circuit Gilles Villeneuve op het podium en werd hij vijfde, terwijl hij in het tweede jaar in Toronto en op het Circuit Gilles Villeneuve twee zeges behaalde en achter Leonardo Maia als tweede eindigde. In 2004 ging hij in Europa in de Formule Renault V6 Eurocup bij het team Telmex-DAMS rijden. Hij behaalde hierin een podiumfinish op Donington Park en werd zestiende in de eindstand. In 2005 kwam hij uit in de race op de Fundidora Park Raceway in het Amerikaanse Atlantic Championship.
In 2007 stapte Rojas over van het formuleracing naar de sportwagens. Dat jaar reed hij voor Chip Ganassi Racing in de Daytona Prototype-klasse van de Rolex Sports Car Series als teamgenoot van Scott Pruett. Hij behaalde dat jaar direct zijn eerste zege op de Iowa Speedway en hij eindigde als vierde in het klassement. In 2008 wonnen Rojas en Pruett, samen met Juan Pablo Montoya en Dario Franchitti, de 24 uur van Daytona. Rojas en Pruett wonnen daarnaast nog vijf andere races, waardoor zij gekroond werden tot kampioen van de Rolex Sports Car Series. In 2009 won het duo twee races op Watkins Glen International en de Mid-Ohio Sports Car Course, waardoor zij achter Jon Fogarty en Alex Gurney tweede werden in het kampioenschap.

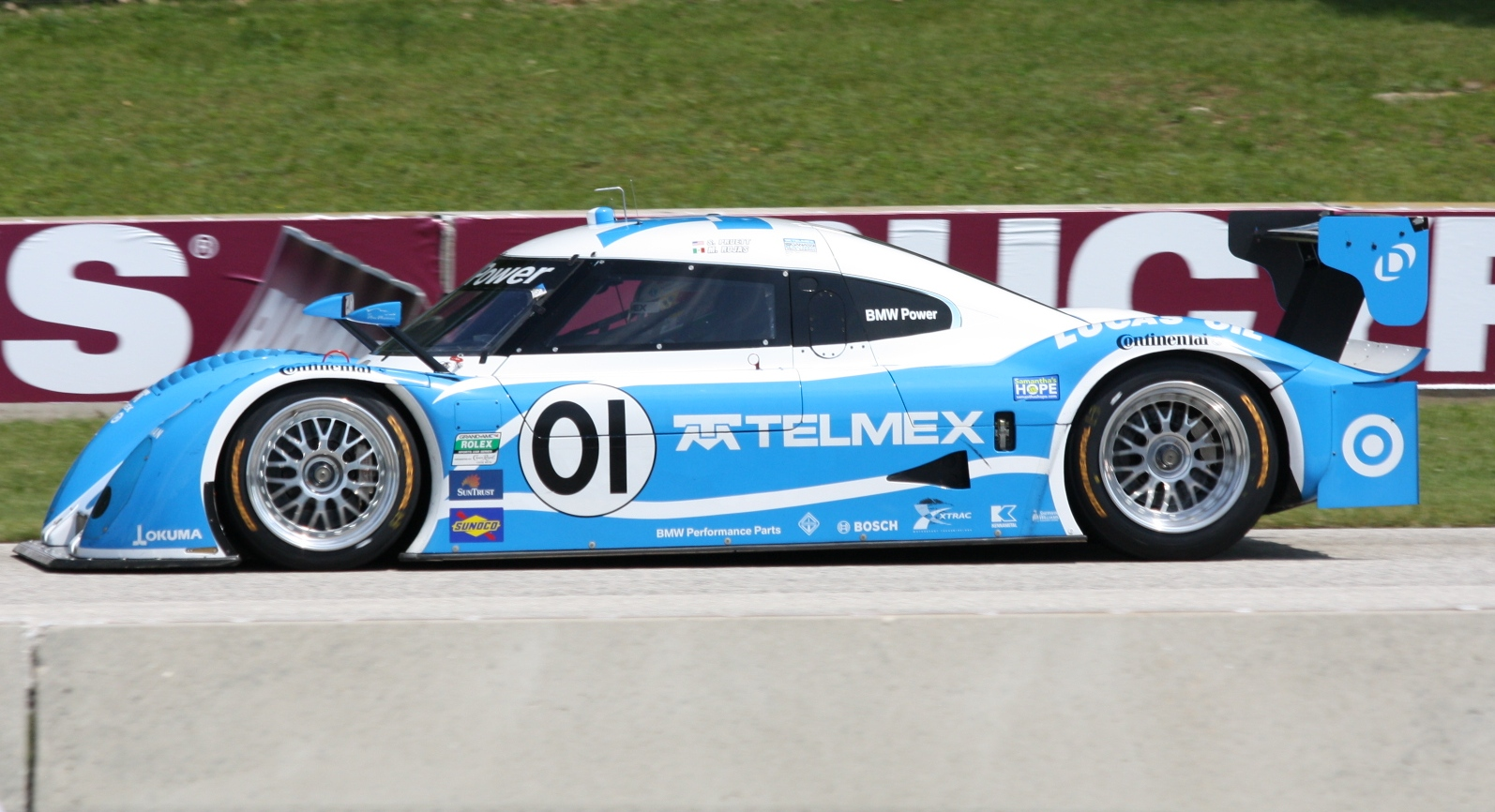
Memo Rojas op Road America in 2011.

Tussen 2010 en 2012 werden Rojas en Pruett ieder jaar kampioen in de Prototype-klasse van de Rolex Sports Car Series. In 2010 wonnen zij negen van de twaalf races. In 2011 behaalden zij vijf overwinningen, waaronder in de 24 uur van Daytona, die zij samen met Joey Hand en Graham Rahal voltooiden. In 2012 won het duo twee races op Road America en het Circuit Gilles Villeneuve. In 2013 wonnen Rojas, Pruett, Montoya en Charlie Kimball de 24 uur van Daytona, en in de rest van het seizoen behaalden Rojas en Pruett nog een zege op Road Atlanta. Desondanks werden zij voor het eerst sinds 2009 tweede in de eindstand; zij werden verslagen door Max Angelelli en Jordan Taylor.
In 2014 werd de Rolex Sports Car Series samengevoegd met de American Le Mans Series en vormde het het nieuwe United SportsCar Championship. Rojas en Pruett bleven actief in deze klasse voor Chip Ganassi Racing. Samen met Marino Franchitti wonnen zij de 12 uur van Sebring, en daarnaast behaalde het duo ook zeges op het Stratencircuit Long Beach en het Circuit of the Americas. Rojas eindigde als zesde in het kampioenschap. In 2015 stapte hij over naar het team DeltaWing Racing Cars with Claro/TracFone en kreeg hij met Katherine Legge een nieuwe teamgenoot. Het duo kende echter een moeilijk seizoen, waarin zij in slechts drie van de tien races aan de finish kwamen. Een zesde plaats op Road America was hierbij hun beste resultaat, en zij werden achtste in de eindstand.
In 2016 begon Rojas het seizoen in de GT-klasse van het IMSA SportsCar Championship, waarin hij voor het team Scuderia Corsa samen met Daniel Serra, Alessandro Pier Guidi en Alexandre Prémat vierde werd in de 24 uur van Daytona. Vervolgens debuteerde hij in de LMP2-klasse van de European Le Mans Series (ELMS), waarin hij bij Greaves Motorsport de teamgenoot werd van Julien Canal en Kuba Giermaziak (die na twee races werd vervangen door Nathanaël Berthon). Een vierde plaats op het Circuit de Spa-Francorchamps was hun beste resultaat, waardoor zij tiende in de eindstand werden. Ook debuteerde Rojas dat jaar in de 24 uur van Le Mans, die hij samen met Canal en Berthon reed. Het trio werd zesde in de LMP2-klasse.

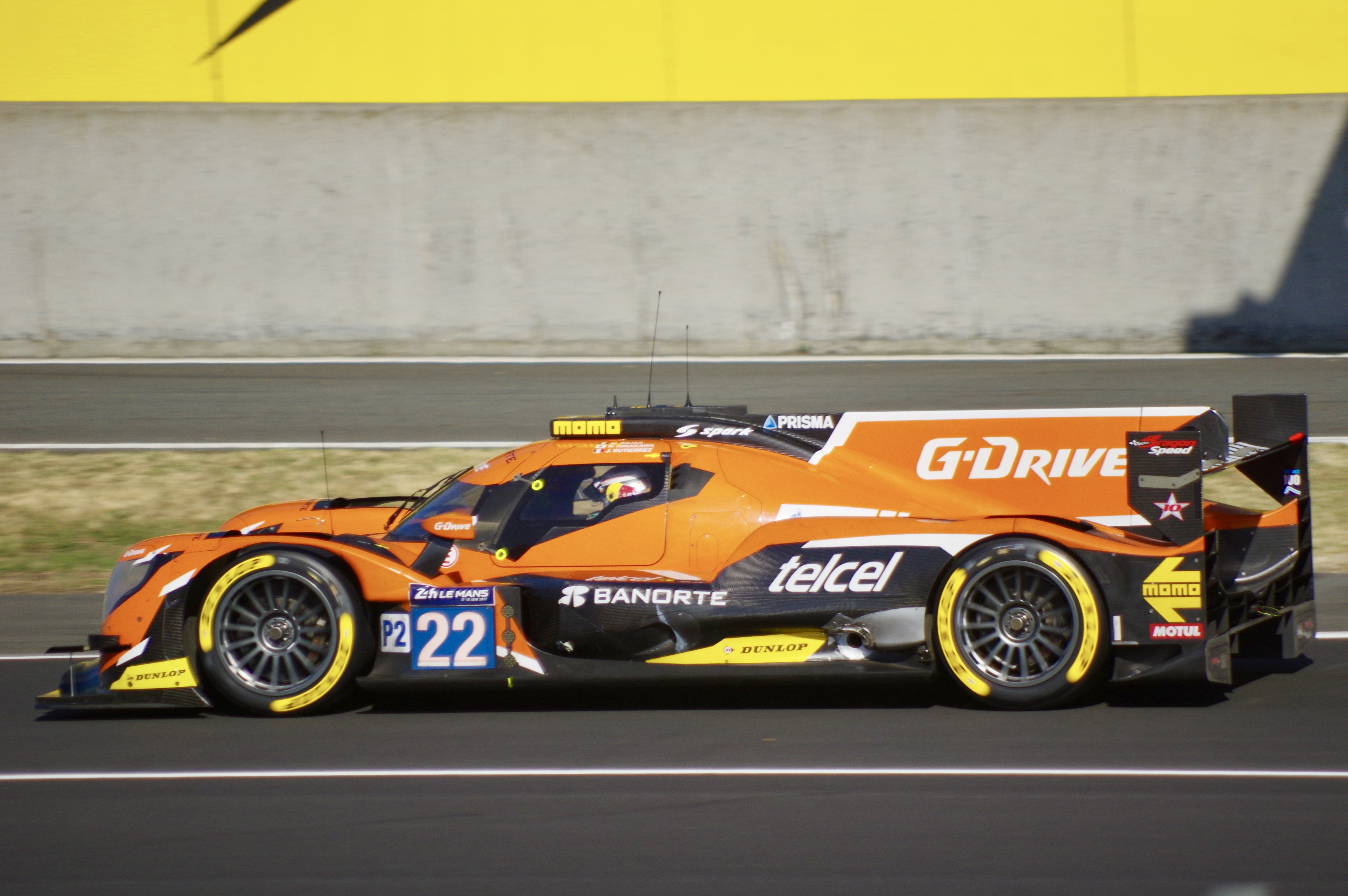
Memo Rojas tijdens de 24 uur van Le Mans in 24 uur van Le Mans 2017.

In 2017 stapte Rojas binnen de ELMS over naar het team G-Drive Racing, waarin hij de auto met Léo Roussel en Ryō Hirakawa deelde. Rojas won de race op het Autodromo Nazionale Monza en werd in vier andere races tweede. Samen met Roussel werd hij kampioen in de LMP2-klasse (Hirakawa miste twee races, waarin hij door Nicolas Minassian werd vervangen). In 2018 kwam Rojas uit voor IDEC Sport, waar Paul-Loup Chatin en Paul Lafargue zijn vaste teamgenoten waren, alhoewel Gabriel Aubry in de laatste twee races de plek van Lafargue innam. Rojas behaalde twee podiumfinishes op Monza en Silverstone, en het team werd derde in de eindstand. In 2019 reden Rojas, Chatin en Lafargue wederom voor IDEC Sport en wonnen zij twee races op Silverstone en het Autódromo Internacional do Algarve. Daarnaast stonden zij op het Circuit Paul Ricard en Monza op het podium, waardoor zij tot kampioen in de klasse werden gekroond. Tevens behaalde het trio hun beste resultaat in de 24 uur van Le Mans, waarin zij vijfde werden.
In 2020 stapte Rojas in de ELMS over naar het team DragonSpeed USA, waar hij de auto met Ben Hanley en Ryan Cullen deelde. De inschrijving reed slechts drie races, waarna deze werd teruggetrokken. Een achtste plaats in de seizoensopener op Paul Ricard was hierin het beste resultaat. In 2021 reed Rojas voor het Duqueine Team, samen met René Binder en Tristan Gommendy. Zij behaalden een podiumfinish op Spa-Francorchamps en werden zevende in het klassement. In 2022 waren Richard Bradley en Reshad de Gerus de nieuwe teamgenoten van Rojas bij Duqueine, alhoewel de laatste in de tweede seizoenshelft werd vervangen door drie verschillende coureurs. Twee zesde plaatsen op het Autodromo Internazionale Enzo e Dino Ferrari en het Circuit de Barcelona-Catalunya waren de beste resultaten en Rojas werd veertiende in de eindstand.
In 2023 debuteerde Rojas in de LMP2-klasse van het FIA World Endurance Championship bij het Alpine Elf Team, waar hij de auto deelde met Olli Caldwell en André Negrão.